# Alex Deutsch (KZ-Häftling)

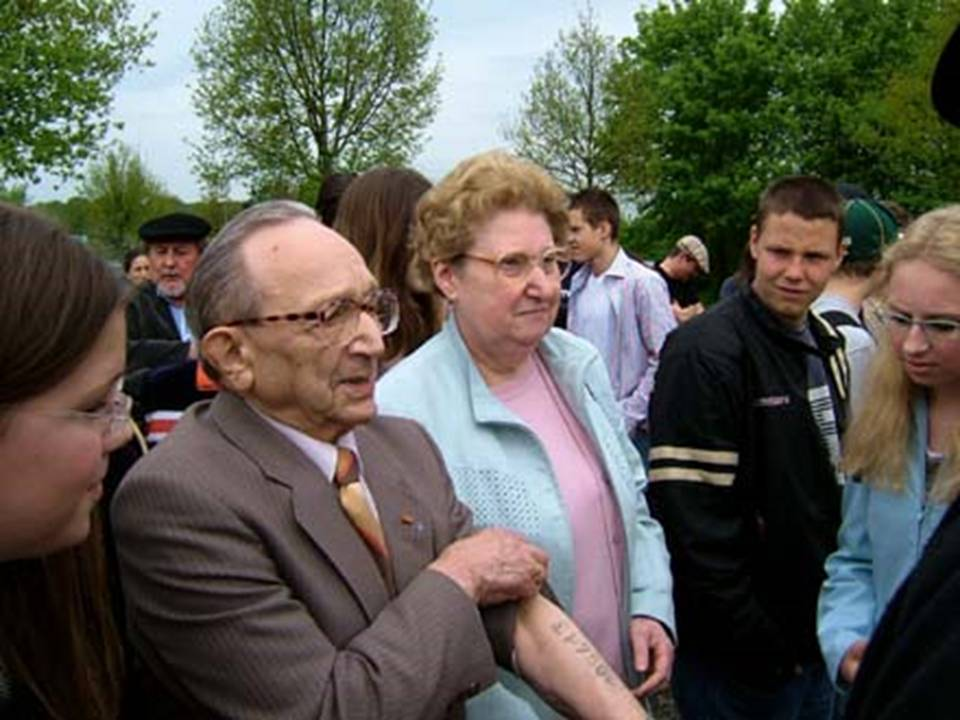
Alex Deutsch, die eintätowierte KZ-Nummer auf seinem linken Unterarm vorzeigend

Alex Deutsch (geboren 7. August 1913 in Berlin; gestorben am 9. Februar 2011 in Neunkirchen-Wiebelskirchen) war ein jüdischer Gefangener im KZ Auschwitz und Aufklärer gegen den Nationalsozialismus. Ihm wurde 1986 das Verdienstkreuz am Bande, 2002 der Saarländische Verdienstorden und 2007 das Bundesverdienstkreuz erster Klasse verliehen.

## Biographie

### Familie, Kindheit und Jugend
Alex Deutsch wurde als achtes Kind des Schneidermeisters Josef Deutsch (7. April 1874–9. April 1922) und dessen Frau Rosa Deutsch (geb. Hahn) in Berlin geboren. Seine Geschwister hießen: Ilona (geboren 1902), Bela (geboren 1904), Zoltan (geboren 1905), Therese (geboren 1907), Herrmann (geboren 1908), Ignatz (geboren 1910) und Moritz (geboren 1911).
Seit der Einberufung seines kaisertreuen Vaters in den Ersten Weltkrieg im Jahre 1914 ging es der Familie immer schlechter, auch aufgrund einer teilweisen Lähmung seiner Mutter. Im Jahre 1923 wurde sein jüngster Bruder Moritz und er in das Zweite Waisenhaus der jüdischen Gemeinde zu Berlin aufgenommen, aufgrund dessen die Beziehungen zu seiner Familie für einige Zeit unterbrochen wurden. Trotz der materiell gesehen besseren Situation machte die Zeit im Waisenhaus Deutsch zu einem verschlossenen und eher ungemochten Menschen.
1928 trat er eine Lehre zum Bäcker an, trotz seines Wunsches, Friseur zu werden. Er wurde von seinem Vorgesetzten oft geschlagen und seine psychische Verfassung verschlimmerte sich, jedoch behielt er die Stelle auch nach Beendigung der Lehre. Zu dieser Zeit verinnerlichte er sich den Gehorsam. Er lernte, widerstandslos zu arbeiten und trotz mentaler Labilität seine Aufgaben auszuführen. Nach eigener Aussage habe dieser Umstand ihm später im KZ den Vorteil gebracht, auf jede demütigende Situation vorbereitet zu sein.

### Nationalsozialismus

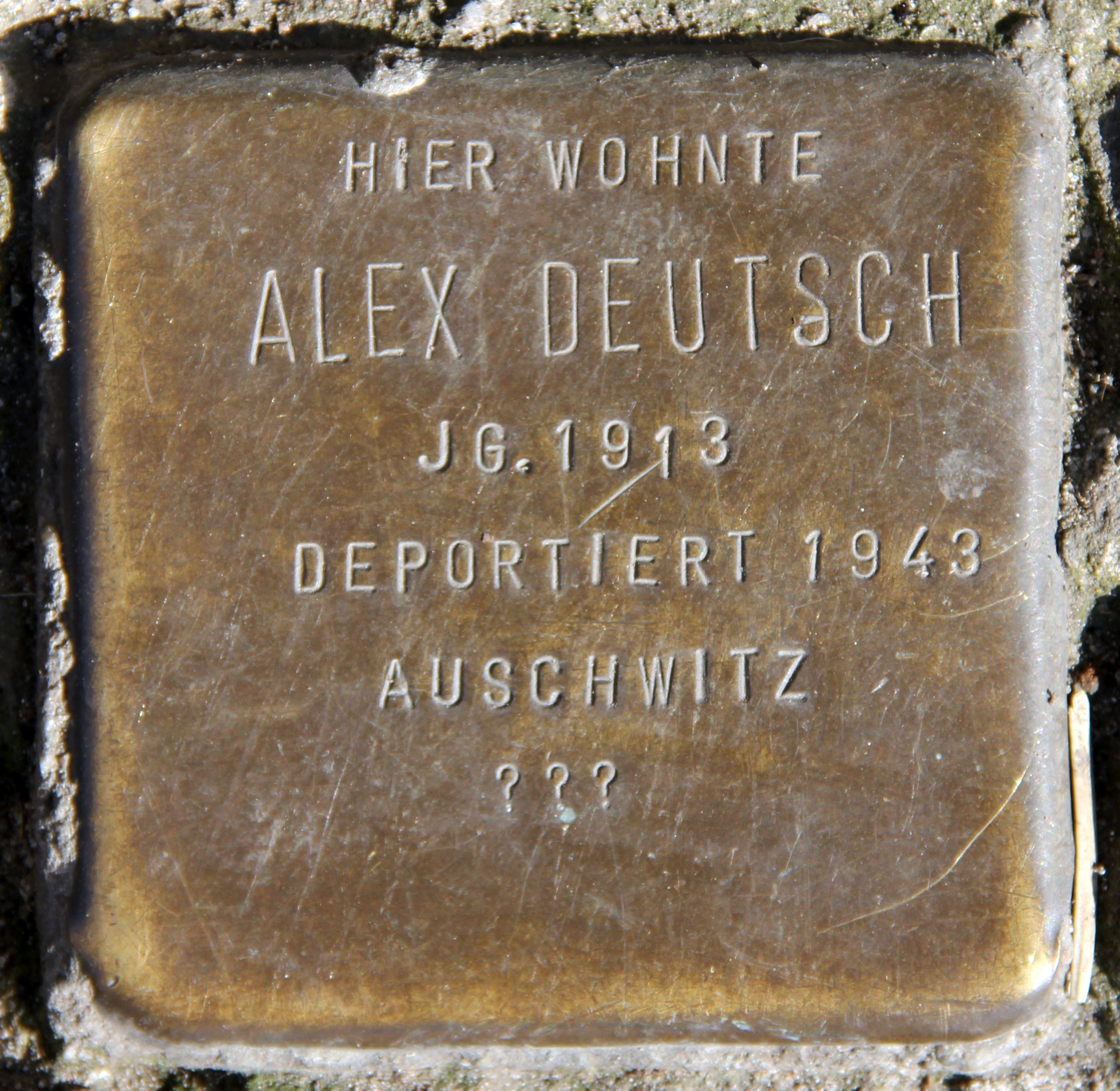
Stolperstein vor dem Haus, Blücherstraße 61b, in Berlin-Kreuzberg

Nach der Machtübernahme vom 30. Januar 1933 half Deutsch bei einer jüdischen Vereinigung, die darauf bedacht war, für Auswanderungswillige und hierbei insbesondere für junge Menschen, die Auswanderung zu organisieren. Trotzdem dachte er zu dieser Zeit noch überhaupt nicht, dass „in Deutschland Deutsche vernichtet werden“. Bei der Arbeit bei der Vereinigung lernte er seine spätere Frau Thea Cohn (* 18. Dezember 1913 in Czempiń) kennen. Sie heirateten am 29. Juni 1938.
1935 erließen die Nationalsozialisten Gesetze, die Juden unter dem Vorwand, sie könnten die Nahrung vergiften, verboten, im Lebensmittelgewerbe zu arbeiten. Deutsch verlor also seine Stelle als Bäcker und arbeitete fortan als Laufbursche oder Straßenreiniger. 1937 wurde er beim Abriss des Berliner Diplomatenviertels zwangsverpflichtet, weil Juden darüber hinaus alles verboten war, außer der Zwangsarbeit.
Von 1923 bis 1939 verließen seine Geschwister Bela, Moritz, Ilona, Herrman und seine Mutter sowie deren Familien Deutschland. Ignatz und Therese blieben im Land, trafen aber Schutzmaßnahmen. Zoltan blieb mit seiner Familie in Berlin. Sie wurden später ins Warschauer Ghetto deportiert und in Trawniki getötet.
Um die Jahreswende von 1938 auf 1939 arbeitete Deutsch zwangsverpflichtet in einer Kohlefirma.
Am 12. Oktober 1940 kam sein Sohn Dennis zur Welt. Er bedeutete für Alex Deutsch nicht eine größere Belastung, sondern gab ihm neue Hoffnung. Ihre nichtjüdischen Nachbarn gaben ihnen – auf die Gefahr hin, verhaftet zu werden – immer wieder Nahrung und Kleidung. Daraus zog Deutsch nicht nur materiellen Nutzen, sondern es gab ihm auch ein Zeichen für die Güte, die noch in einigen Deutschen steckte.

### Verhaftung und Deportation
Am 27. Februar 1943 wurden Alex Deutsch, seine Frau Thea und sein Kind Dennis von der SS verhaftet. Am 1. März wurden alle in Güterwaggons abtransportiert und kamen nach drei Tagen mit mehr als 1700 Menschen in Auschwitz-Birkenau an. Erst nach zwei Wochen erfuhr er, dass seine Frau und sein Sohn, die mit dem vorangegangenen Transport gekommen waren, sofort nach ihrer Ankunft vergast worden waren. In dem Moment beschloss Deutsch, das KZ zu überleben, um Rache zu nehmen.
Er wurde den arbeitsfähigen Männern zugeteilt und zum KZ Auschwitz III Monowitz gebracht. Wie in allen Lagern herrschte dort die Willkür und Brutalität der SS. Ohne Rechenschaft ablegen zu müssen, konnten die Kapos prügeln und töten. Während der Arbeitszeit allerdings, bei der Deutsch Maschinen und Maschinenteile entladen musste, verbot der Vorarbeiter Josef Ungeheuer den Kapos, die Gefangenen zu schlagen. Tatsächlich wollte er ihnen helfen, um seine Arbeitskräfte zu schonen, so dass die erträglichste Zeit ausgerechnet die Arbeitszeit war.
Die Häftlinge wurden oft schikaniert und wegen Schmuggels oder Beleidigung hart bestraft – viele der Kapos waren selbst korrupt.
Am 18. Januar 1945 wurden die noch Arbeitsfähigen zu einem Todesmarsch nach Gleiwitz (Gliwice) gezwungen, der für viele das Ende bedeutete. Dort angekommen, wurden sie in Güterwaggons nach Buchenwald transportiert und von dort aus in das Außenlager KZ Langenstein-Zwieberge.

### Flucht und Emigration
Am 15. April wurde Alarm gegeben, die SS flüchtete. Am 20. April wurde Deutsch mit drei Kameraden von den Amerikanern gefunden. Sie waren nun befreit, aber Deutsch wusste nicht, wohin er sich wenden sollte. Berlin kam für ihn nicht in Frage, weil es von der Roten Armee besetzt war.
Sie entschlossen sich, zu Fuß zur Schwester des Kameraden Karl Loeb zu flüchten, die in Luxemburg wohnte.
Der Mann der Schwester brachte die Flüchtlinge nach Belgien, wo die mit Hilfe jüdischer Vereinigungen bei Privatpersonen Unterkunft fanden.
Von den Behörden waren sie aber als Deutsche unerwünscht und gingen deshalb nach einigen Tagen nach Frankreich. Doch auch dort erging es ihnen seitens der Regierung nicht besser und sie bemühten sich um die Einreiseerlaubnis in die USA, die Deutsch erhielt; seinem Kameraden Karl Loeb allerdings wurde aufgrund einer schweren Erkrankung kein Attest ausgestellt, und er musste in Frankreich bleiben.
Am 25. Juni 1946 kam Deutsch in New York an, wo er von seinem Bruder Herrmann abgeholt wurde und mit ihm nach St. Louis fuhr.
Er nahm seinen Beruf als Bäcker wieder auf und versuchte sich ein neues Leben aufzubauen. Er selbst sagte, dass er dafür die Rachegefühle, die er bis dahin hegte, aufgeben musste. Darüber hinaus war er Teilbesitzer, später alleiniger Besitzer eines Supermarktes namens Dutch Boy Supermarket.
1951 wurde ihm die US-amerikanische Staatsbürgerschaft trotz fehlender Papiere verliehen.
Bis 1948 besuchte er eine Schule, in der er die englische Sprache erlernte und Dvora Spiller (* 18. Dezember 1909; † 29. Mai 1977) kennenlernte; sie heirateten im selben Jahr. 1953 adoptierten sie einen dreijährigen Jungen.
Im Zuge der Ermordung des Bürgerrechtlers Martin Luther King kam es in St. Louis zu Ausschreitungen, die sich z. B. in zerbrochenen Fensterscheiben äußerten. Trotz Zahlung von Schutzgeld wurde Deutschs Laden immer wieder verwüstet und geplündert. Dabei zog er folgende Parallele: "Die Nazis hatten mich mißhandelt, weil ich Jude war, die Schwarzen terrorisierten mich nunmehr, weil ich Weißer war."
Er gab sein Geschäft Ende 1972 auf und arbeitete bis zu seiner Pensionierung im Jahr 1978 bei der Privatbank Mount City Trust Company.

### Rückkehr nach Deutschland

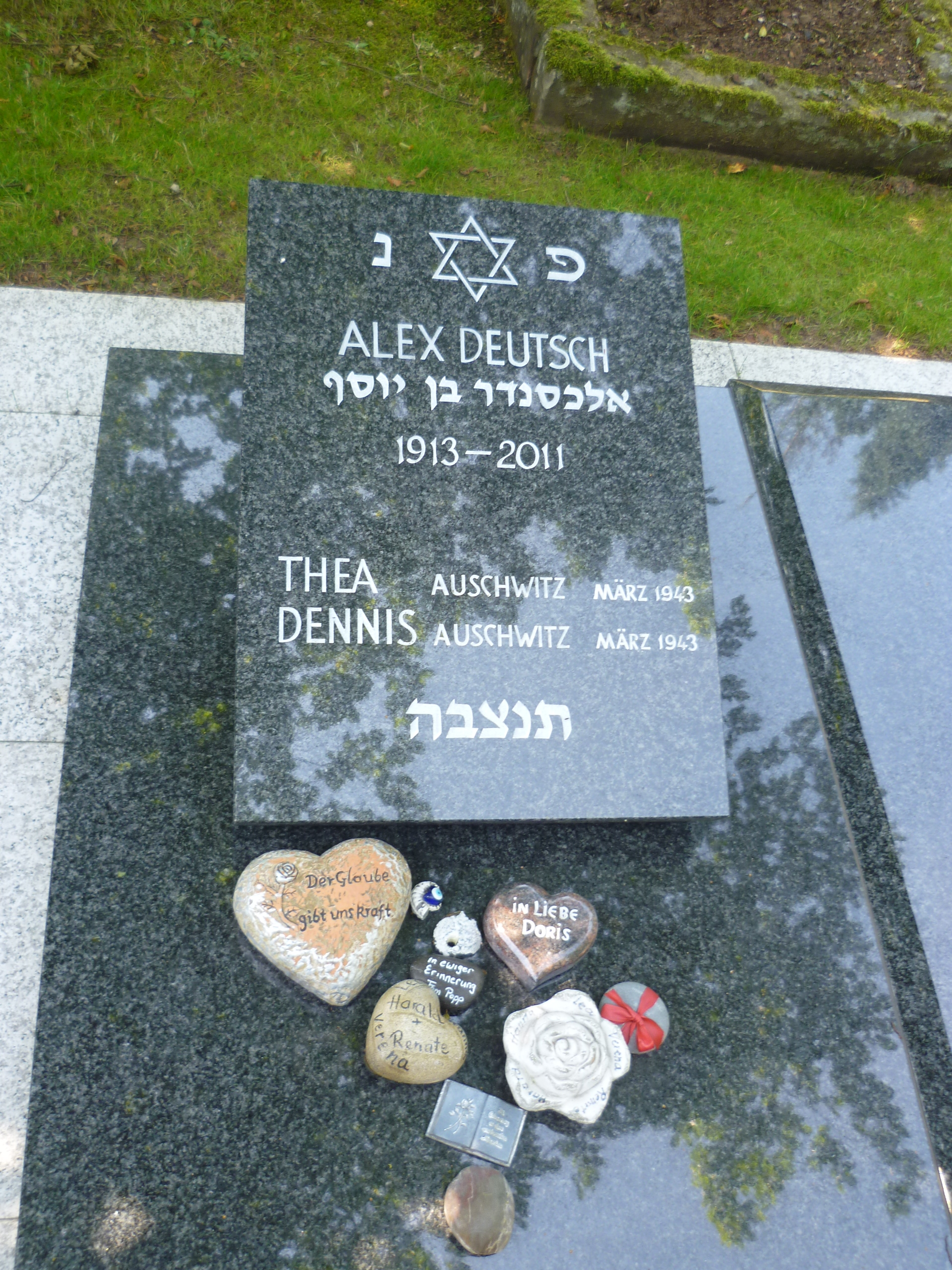
Grabstätte von Alex Deutsch

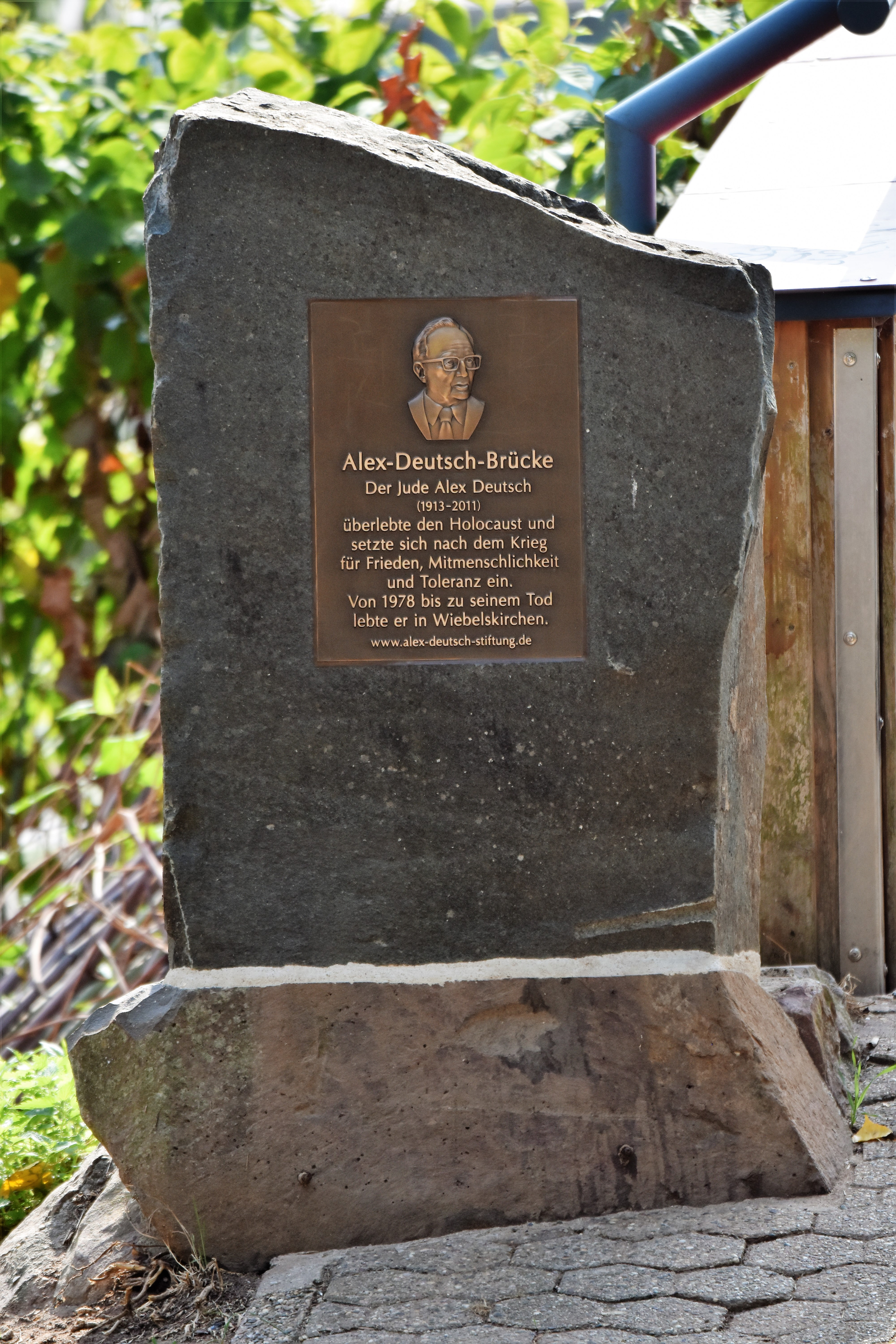
Gedenktafel für Alex Deutsch an der nach ihm benannten Brücke in Wiebelskirchen

Im August 1978 kehrte Deutsch zurück nach Deutschland, heiratete die verwitwete Doris Loeb und wohnte seitdem zusammen mit ihr in Neunkirchen-Wiebelskirchen.
Er hatte es sich zur Lebensaufgabe gemacht, als Zeitzeuge, Jugendlichen in Schulen und Jugendgruppen von seinem Schicksal als deutscher Jude während der Zeit des Nationalsozialismus zu erzählen. Dabei ging es ihm nie um kollektive Schuldzuweisungen, sondern um eine glaubwürdige Weitergabe seiner Botschaft für mehr Mitmenschlichkeit und Toleranz. Ihm gelang es immer wieder, die jungen Leute durch seine Vorträge zu fesseln. Gerade wegen seiner schlimmen Erfahrungen und Erlebnisse wurde seine Bitte verstanden, wenn er mit den Worten des Altbundespräsidenten Richard von Weizsäcker sagte:
„Lasst euch nicht hineintreiben in Feindschaft und Hass gegen andere Menschen! Lernt, miteinander zu leben und nicht gegeneinander!“
Im September 2001 wurde die Erweiterte Realschule in Wellesweiler nach ihm benannt. Für Alex Deutsch und seine Familie wurden vor dem Haus, Blücherstraße 61b, in Berlin-Kreuzberg Stolpersteine verlegt.
Am 9. Februar 2011 verstarb Alex Deutsch in Wiebelskirchen. Er wurde auf dem Jüdischen Friedhof in Neunkirchen beigesetzt.
Im September 2013 wurde eine Fußgängerbrücke in Wiebelskirchen nach ihm benannt.

## Ehrungen
- 1986: Bundesverdienstkreuz am Bande
- 1999: Friedrich-Schlomo-Rülf-Medaille
- 2001: Landkreismedaille des Landkreises Neunkirchen
- 2002: Saarländischer Verdienstorden
- 2007: Bundesverdienstkreuz 1. Klasse

Seine Frau Doris Deutsch führt seine Aufgabe als Zeitzeuge fort und wurde hierfür am 22. Februar 2017 ebenfalls mit dem Saarländischen Verdienstorden ausgezeichnet.

## Film
- Alex Deutsch – Ich habe Auschwitz überlebt, 2007, Kommentarfilm über sein Leben.